# Havens in Dordrecht
Dit artikel beschrijft de havens die op het grondgebied van de gemeente Dordrecht liggen of hebben gelegen.
Dordrecht is vanouds een havenplaats geweest. Naar behoefte werden nieuwe havens aangelegd, oude havens gedempt of veranderden van bestemming. In de loop van de 19de eeuw verplaatste de havenactiviteit zich van de binnenstad naar het gebied ten zuiden van de stad langs de Oude Maas en later de Dordtse Kil. In de 20ste eeuw kwamen er ook havens langs de Beneden-Merwede. In de 20ste eeuw werden enkele havens getransformeerd in jachthavens en werden enkel havens speciaal aangelegd voor de pleziervaart,

## Havens in de binnenstad van Dordrecht

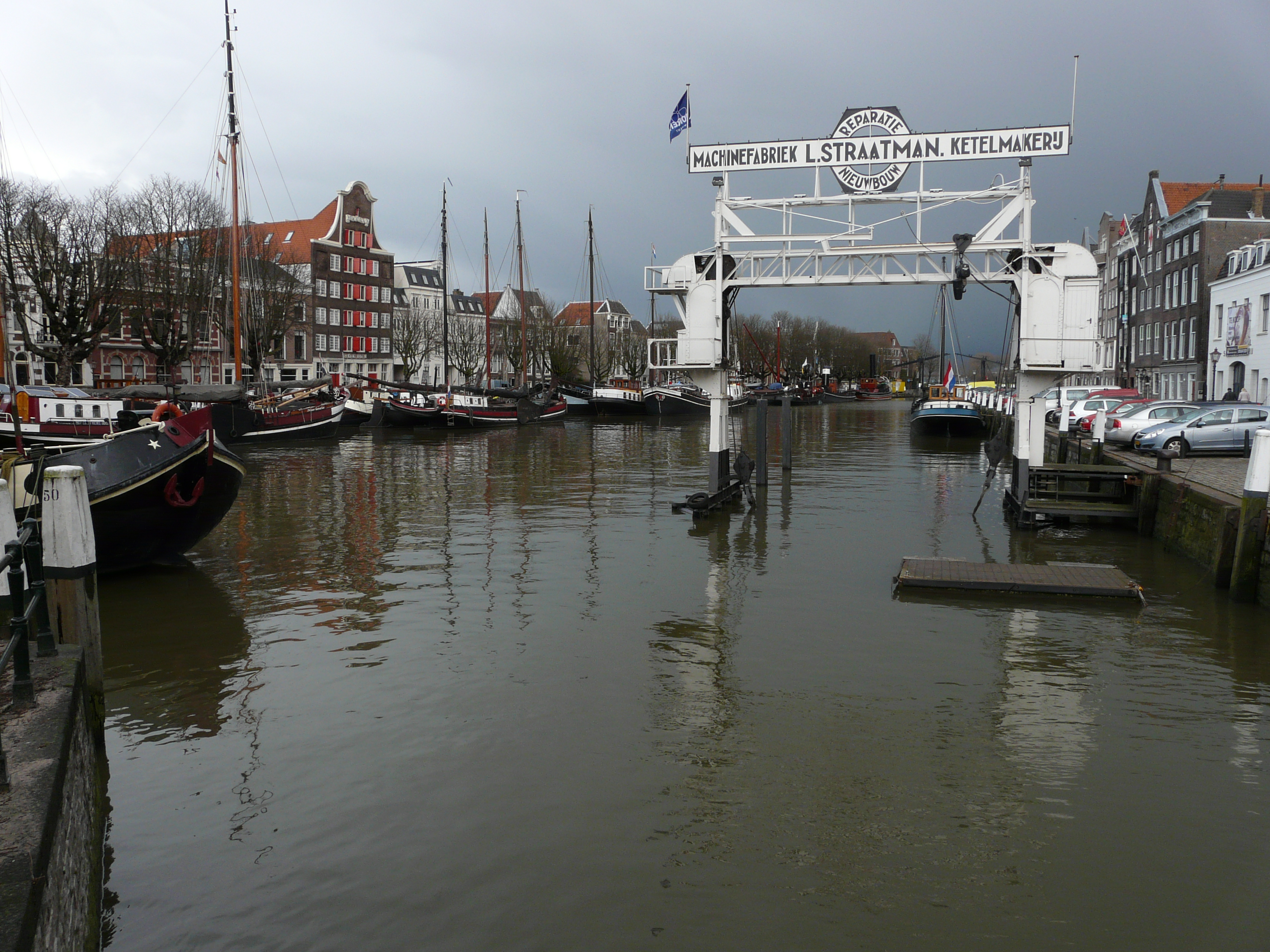
Wolwevershaven

BlauwpoortshavenUitmonding van de Nieuwe haven in de Oude Maas.
Bomhaven
Leuvebrugshavenzie Voorstraatshaven
LeuvehavenDe monding van de Oude Haven in de Oude Maas werd ook wel Leuvehaven genoemd.
MaartensgatGegraven in 1647. Ook wel Engelenburgerhaven of Rodermondshaven genoemd.
Nieuwe HavenDe Nieuwe Haven werd aangelegd in 1410.
Oude HavenDe Oude Haven, in feite het voormalige riviertje de Thuredrith, bestaat uit de Wijnhaven (ook wel Boombrughaven genoemd), die in de Beneden-Merwede uitkomt en de Voorstraathaven die via de Leuvehaven in de Oude Maas uitkomt. Tussen de Voorstraathaven en de Wijnhaven lagen de Beurshaven, de Wijnbrugshaven en de Nieuwbrugshaven.
Pelsebrug HavenZie Voorstraathaven
RiedijkshavenHet gedeelte van de stadsgracht ten noorden van de Noorderbrug.
Sint JorishavenHet gedeelte van de Spuihaven tussen de Sint Jorisbrug en de Noorderbrug.
SpuihavenDe stadsgracht van Dordrecht werd ook wel Spuihaven genoemd, twee delen ervan hadden een aparte naam; Vriesehaven en Sint Jorishaven.
VischbrughavenZie Voorstraathaven
VoorstraathavenHet meest westelijk deel van de Oude Haven. Delen ervan werden apart genoemd: Leuvebrugshaven, Pelsebrug Haven en de Vischbrughaven.
Vriesehaven of VriesepoortshavenHet gedeelte van de Spuihaven tussen de Vriesebrug en Sint Jorisbrug Wijnhaven Meest noordelijk deel van de Oude Haven.
WolwevershavenDeze haven werd in 1609 gegraven.

## Zeehavengebied
Het Zeehavengebied is in de 20ste eeuw ontwikkeld en gelegen op het kruispunt van de Oude Maas en de Dordtse Kil. Het gebied bestaat uit de Julianahaven met drie insteekhavens , de Wilhelminahaven met een insteekhaven en Malle Gat (Krabbegors en Krabbepolder) met twee insteekhavens.
JulianahavenOfficieel geopend door koningin Juliana in 1958.
MallegatOntstaan na het afdammen van het Mallegat in 1972.
WilhelminahavenIn 1913 begon de aanleg van de Zeehaven, die officieel geopend werd door koningin Wilhelmina in 1930.

## Havens langs deBeneden Merwede

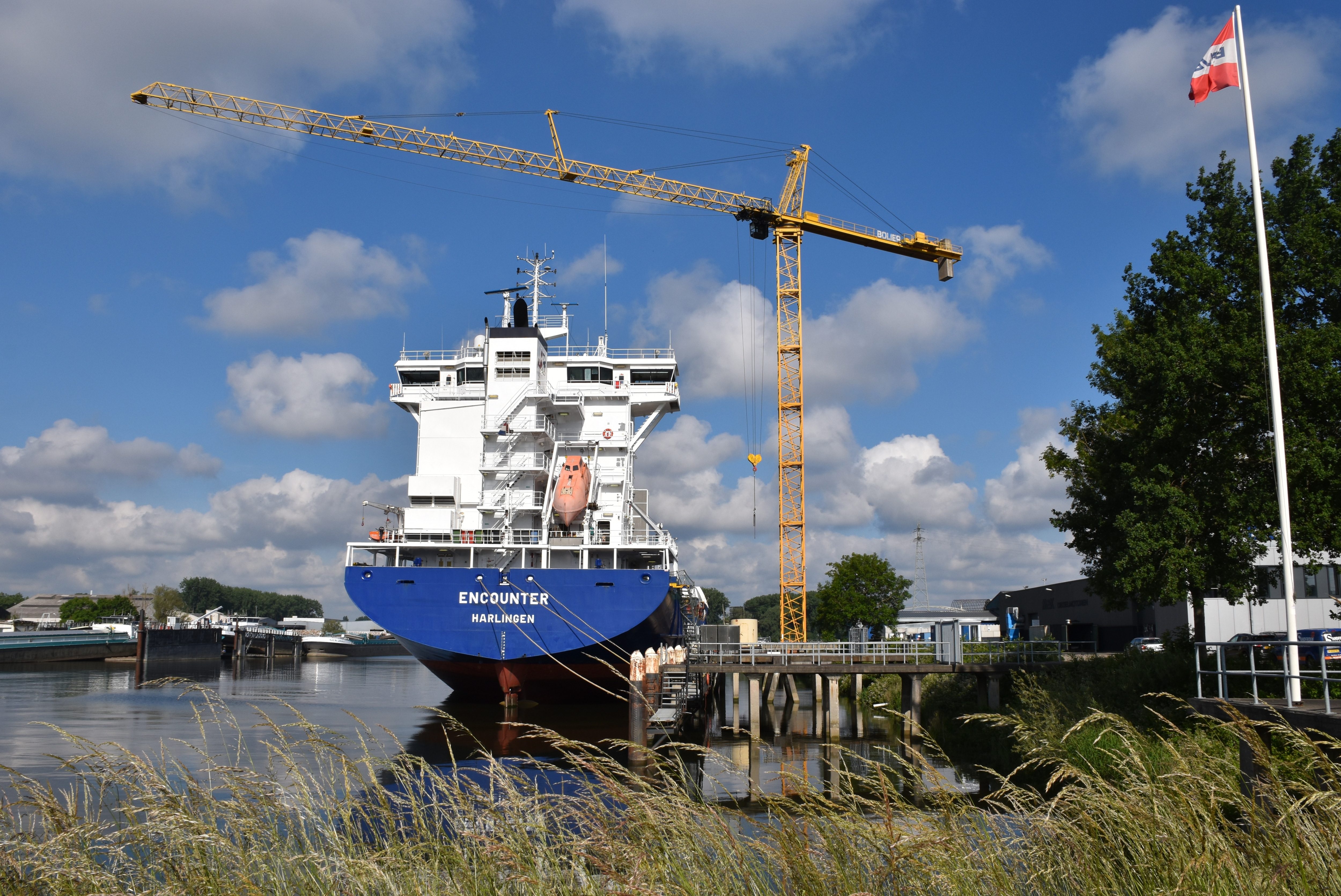
2e Merwedehaven, Dordrecht

BaanhoekhavenBedrijfshaven op eigen terrein.
Haven van de scheepswerf de BiesboschDeze haven, die geen naam heeft, is in 1910 aangelegd op het terrein van de Machinefabriek en Scheepwerf Dordrecht en ligt op circa 500 meter van de westpunt van de Staart.
KolenhavenDe Kolenhaven ligt bij het Huis ter Merwede en is tussen 1950 en 1952 aangelegd voor de levering van kolen voor de elektriciteitscentrale.
MerwedehavensIn 1912 werd de Eerste Merwedehaven uitgegraven, gevolgd door de Tweede Merwedehaven in 1952. Eind jaren ’60 is door de gemeente Sliedrecht de 3e Merwedehaven aangelegd, welke als gevolg van een gemeentelijke herindeling sinds 1970 onder de gemeente Dordrecht valt.  Vanaf  eind jaren ’80 tot 1 januari 2013 is een groot deel van deze haven gebruikt als stortplaats.

## Havens langs hetWantij
ScheepmakershavenDe eerste haven langs het Wantij komend vanaf de Merwede heeft deze naam gekregen in 2012 als herinnering aan de scheepsbouw die voor de  stad Dordrecht zo belangrijk is geweest. Deze haven is in 1897 gegraven als balkgat.
HouthavenDe houthaven liep evenwijdig aan de Noordendijk en is in 1643 gegraven. Omstreeks 1900 werd deze haven in stappen gedempt.
Jachthaven (eerste en tweede)In de jaren 30 van de twintigste eeuw werden de bestaande houthavens langs het Wantij verkleind en ingericht als jachthavens.
LijnbaanhavenDe Lijnbaanhaven lag parallel aan de Riedijkshaven en werd in 1643 gegraven en omstreeks 1930 gedempt.
LoswalhavenDubbeldam heeft een eigen haven gehad gelegen bij de Vissersdijk. Het weiland waar de haven gelegen heeft stond nog in de jaren 30 bekend als Oude Haven. Deze haven was bereikbaar vanaf het Wantij. De monding werd in de crisisjaren van een loswal voorzien.
VlijhavenIn 1956 is een houthaven heringericht als jachthaven.
WestergootDeze haven werd in 1968 aangelegd door uitdiepen en verleggen van een oude kil tussen de polders de Kleine Rug en de Smoker,

## Havens langs deNieuwe Merwede
Jachthaven De KilOoit veerhaven van het veer op Moerdijk, sinds de jaren 70 in gebruik als jachthaven. : Ten behoeve van de exploitatie van de nieuw ingepolderde gronden van de Dordtse Biesbosch in de jaren 30 van de twintigste eeuw drie havens met los en laadplaatsen aangelegd:
WesthavenGelegen aan de bovenloop van het Zuid-Maartensgat.
OosthavenAangelegd bij de inpoldering v op de plaats waar voorheen de Overtoom was.
ZuidhavenAangelegd bij de inpoldering van de Dordtse Biesbosch in de jaren 30 van de twintigste eeuw. Nu in gebruik als jachthaven.

## Havens aan deOude Maas
De havens aan de Oude Maas zuid van de Dordtse binnenstad zijn merendeels ontstaan door uitgraving van de balkgaten aldaar. Deze zijn alle gedempt op de Mijlsehaven na.
Afgedamde Mallegat (Handelskade)Aan de Oude Maas werd door de gemeente Dordrecht in 1878-1882 voor zeeschepen die niet meer de Kalkhaven konden bereiken  de Handelskade aangelegd.
Haven het Oude ZagertjeGelegen tussen de monding van de Kalkhaven en de Spoorbrug.
KalkhavenDe Kalkhaven werd in 1655 of 1656 gegraven, voordien fungeerde de Nieuwe Haven als Kalkhaven. Het zuidelijk deel werd ook wel Schiptimmerhaven genoemd.
MijlsehavenDe Mijlsehaven of Mesthaven werd in 1879 aangelegd en was de uitmonding van de Vuile Vliet. Door de Vuile Vliet werd al het rioolwater van de stad Dordrecht afgevoerd.
PapegatHet Papegat is halverwege de 17de eeuw gegraven om te dienen als houthaven en is rond 1960 gedempt.
SpieringhavenDeze lag net zuid van de Kalkhaven, was aangelegd in 1700 en werd in 1932 gedempt. De haven werd ook wel Witteleeuwshaven genoemd.
SpoorhavenOok wel Dokhaven of Spoorweghaven genoemd, in 1872 in gebruik genomen en omstreeks 1970 gedempt.

## Andere havens
Beeldjeshaven of BeeltjeshavenDeze mondde uit in de Spuihaven en werd in stappen tussen 1873 en 1898 gedempt.